# Струссенфельт, Ульрика фон
Ульрика София фон Струссенфельт (швед. Ulrika Sophia von Strussenfelt; 9 мая 1801, Хиллесхёг — 16 января 1873, Стокгольм) — шведская писательница и переводчица.

## Биография и творчество
Ульрика фон Струссенфельт родилась в 1801 году. Её родителями были Михаэль фон Струссенфельт, камергер Густава III, и его жена Фредрика Линденкрона. В 1803 году мать умерла, и Ульрику взяли на воспитание дедушка и бабушка по материнской линии, жившие в Эстергётланде.
Ульрика получила домашнее образование и училась, в частности, рисованию и французскому языку. Она также провела два года в школе-пансионе в Вестергётланде, но, по её собственным словам, забыла там даже то, что знала. В дальнейшем Ульрика занималась самообразованием, изучая библиотеку в доме бабушки и дедушки, и приобрела неплохие познания в литературе. Она любила читать классиков, биографии и мемуары исторических личностей.
Со временем финансовое положение семьи вынудило Ульрику начать самостоятельно зарабатывать себе на жизнь. Она начала преподавать и с 1830 по 1859 год управляла частной школой в Гронне. Кроме того, она работала гувернанткой.
Писательство, изначально, тоже было для неё средством заработка. Литературный дебют Ульрики состоялся в 1833 году, когда она опубликовала, под псевдонимом Fröken B-M-, своё первое произведение «Den blå bandrosen». Начиная с 1840-х годов она печаталась регулярно, создавая семейные романы в духе Фредрики Бремер. Некоторые её книги были посвящены теме воспитания девочек, их школьным годам и последующей жизни и карьере. Её «Flickskolan på landet» считается одной из первых шведских книг для девочек. В других своих романах писательница поднимала тему уязвимости и зависимости незамужних женщин, часто ограниченных в своём жизненном выборе. Однако в первую очередь она известна как автор исторических романов, которые начала писать с 1850-х годов.
Помимо собственного литературного творчества, Ульрика фон Струссенфельт много переводила с французского, английского и немецкого языков. В числе переводившихся ею авторов — Чарльз Диккенс, Шарлотта Бронте и Жорж Санд. Как собственные произведения, так и переводы она печатала анонимно или под различными псевдонимами.
Ульрика фон Струссенфельт также сотрудничала с различными газетами и журналами. Переехав в 1863 году в Стокгольм, она регулярно писала для Östgöta Correspondenten хронику столичной жизни. Несмотря на это, последние годы писательницы прошли в нищете и постоянном поиске заработка.
Ульрика фон Струссенфельт умерла в 1873 году в Стокгольме.